# Хипстеры
Хи́пстеры — название нескольких разных субкультур, происходящее от жаргонного англ. to be hip, что переводится приблизительно как «быть модным» (отсюда же и «хиппи»).
Первые хипстеры появились в США в 1940-х годах — тогда так называли субкультуру, сформировавшуюся в среде поклонников джазовой музыки. В СССР идейно близкими предшественниками первой волны хипстеров были стиляги в 1950-х годах.
В современном смысле хипстеры появились после 2008 года. Пика своего развития субкультура хипстеров (англ. Hipster culture) достигла в 2011 году, а к концу 2010-х годов, по мнению многих изданий, потеряла популярность. Хипстеры — очень расплывчатая и не монолитная категория людей, многие из которых сами не относят себя к числу хипстеров. Считается, что хипстеров отчасти объединяют увлечения, внешний вид и образ жизни.

## Мода и увлечения
Под хипстерами часто понимают молодых (16—30-летних) граждан, увлекающихся инди-роком, артхаусным кино, современным искусством. Считается, что в среде хипстеров распространён культ всего винтажного. Дэн Флетчер в журнале Time пишет: «Свитер, перешедший к вам от бабушки, очки в стиле Боба Дилана плюс бриджи из джинсовой ткани, кеды „Converse“ и банка „Pabst“ — бам, вот вам и хипстер».
В активно обсуждаемой статье «Форма без содержания: кто такие хипстеры?», размещённой на портале «Интерфакс», приводятся «атрибуты обычного хипстера»: джинсы-«скинни» с подвёрнутыми штанинами, очки в толстой пластиковой оправе, майка с принтом, кеды «Converse», плёночный зеркальный фотоаппарат, блокнот «Молескин», iPhone, блог в Twitter и мечта о Лондоне. Большое место в жизни многих хипстеров занимают посещение кофеен и путешествия, отчёты о которых они регулярно выкладывают в Instagram.
Многие хипстеры катаются на велосипедах или самокатах, носят объёмные шарфы и мешковатые сумки, практикуют вегетарианство. Хипстеры-мужчины часто бреют виски, отпускают усы, бороду и носят шляпу. Хипстеры-женщины надевают легинсы с клетчатыми рубашками. Часто хипстеры делают разноцветные татуировки.
С культурой хипстеров связывали такие издания как сайт Look At Me и журнал «Афиша»,. Оба закрылись в середине 2010-х годов (но «Афиша» продолжила существовать как сайт).

## Мировоззрение
Мировоззрение хипстеров обыкновенно оценивают как постмодернизм, при котором мир воспринимается как игра. О политических взглядах хипстеров в современной России существует два мнения: одни предполагают их полную аполитичность, антиреволюционность и консерватизм, другие рассматривают их как носителей умеренно оппозиционного либерального буржуазного сознания.
В Германии в 2014 году вошёл в употребление термин «нипстеры», обозначающий неонацистскую разновидность хипстеров.
В России также выделяют випстеров[кого?]. Встречается также альтернативное название субкультуры «инди-киды».

## Критика
Опрос, проведённый Public Policy Polling 6—7 мая 2013 года, показал, что американцы не любят хипстеров, а четверть опрошенных поддержала предложение ввести на этот стиль налог.
Примерно так же отзываются об этом движении многие авторы, среди которых — Роберт Лэнхэм, автор пародийного «Справочника хипстера» (англ. The Hipster Handbook, 2003) и Кристиан Лорентзен из Time Out New York (см. статью «Kill the hipster: Why the hipster must die: A modest proposal to save New York cool»). Джулия Пливин из Huffington Post в статье «Кто такие хипстеры» (англ. Who’s a Hipster) пишет: «Несмотря на то, что хипстеры подчёркнуто избегают любых ярлыков, одеваются они одинаково, поступают во всём одинаково и абсолютно по-конформистски следуют нормам своего „нонконформизма“». В ответ на всплеск «анти-хипстеровских» публикаций Роб Хорнинг (PopMatters) пишет статью «Death Of The Hipster», в которой задаётся вопросом: «Есть ли они — хипстеры — вообще на свете? Может быть, всеобщая ненависть к хипстерам появилась раньше самих хипстеров?».
Многие отмечают, что во второй половине 2010-х годов субкультура пошла на спад. Выдвигались разные предположения, кто придёт на смену хипстерам, например, гики, хайпбисты или якки.